# Kirguistán en los Juegos Olímpicos de Atenas 2004
Kirguistán estuvo representado en los Juegos Olímpicos de Atenas 2004 por un total de 29 deportistas, 22 hombres y 7 mujeres, que compitieron en 9 deportes.
El portador de la bandera en la ceremonia de apertura fue el halterófilo Mital Sharipov. El equipo olímpico kirguís no obtuvo ninguna medalla en estos Juegos.